# Europacup I hockey vrouwen 2005
De 32ste editie van de Europacup I voor vrouwen werd gehouden van 13 mei tot en met 16 mei 2005 in Nederland in 's-Hertogenbosch.
De hockey dames van Hockeyclub 's-Hertogenbosch wonnen de finale met 8-1 van Atasport.

## Uitslag poules

### Eindstand Groep A
| Team                   | Pnt | GS | W | G | V | DV | DT | DS  |
| ---------------------- | --- | -- | - | - | - | -- | -- | --- |
| 1. HC 's-Hertogenbosch | 9   | 3  | 3 | 0 | 0 | 21 | 1  | +20 |
| 2. Bowdon Hightown     | 4   | 3  | 1 | 1 | 1 | 7  | 11 | −4  |
| 3. Grove               | 2   | 3  | 0 | 2 | 1 | 6  | 12 | −6  |
| 4. Volga Telecom       | 1   | 3  | 0 | 1 | 2 | 4  | 14 | −10 |

### Eindstand Groep B
| Team                | Pnt | GS | W | G | V | DV | DT | DS |
| ------------------- | --- | -- | - | - | - | -- | -- | -- |
| 1. Atasport         | 7   | 3  | 2 | 1 | 0 | 6  | 3  | +3 |
| 2. Rüsselsheimer RK | 6   | 3  | 2 | 0 | 1 | 6  | 3  | +3 |
| 3. Club de Campo    | 4   | 3  | 1 | 1 | 1 | 4  | 6  | −2 |
| 4. Kolos Borispol   | 0   | 3  | 0 | 0 | 3 | 4  | 8  | −4 |

## Poulewedstrijden

### Vrijdag 13 mei 2005
- 12.00 B Kolos Borispol - Atasport (1-1) 1-3
- 14.00 B Rüsselsheimer RK - Club de Campo (0-0) 3-0
- 16.00 A Bowdon Hightown - Bonagrass Grove (1-1) 3-3
- 18.00 A HC 's-Hertogenbosch - Volga Telecom (2-0) 8-0

### Zaterdag 14 mei 2005
- 10.00 B Kolos Borispol - Club de Campo (0-2) 1-2
- 12.00 B Rüsselsheimer RK - Atasport (0-1) 0-1
- 14.00 A Bowdon Hightown - Volga Telecom (1-0) 3-1
- 16.00 A HC 's-Hertogenbosch - Bonagrass Grove (3-0) 6-0

### Zondag 15 mei 2005
- 10.00 B Club de Campo - Atasport (0-0) 2-2
- 12.00 B Kolos Borispol - Rüsselsheimer RK (2-0) 2-3
- 14.00 A Bonagrass Grove - Volga Telecom (1-1) 3-3
- 16.00 A HC 's-Hertogenbosch - Bowdon Hightown (4-0) 7-1

## Finales

### Maandag 16 mei 2005
- 09.00 4e A - 3e B Volga Telecom - Club de Campo (1-1) 1-2
- 10.00 3e A - 4e B Bonagrass Grove - Kolos Borispol (0-1) 3-2
- 11.30 2e A - 2e B Bowdon Hightown - Rüsselsheimer RK (0-2) 2-2 5-4 (na strafballen)
- 14.00 1e A - 1e B HC 's-Hertogenbosch - Atasport 8-1

## Einduitslag
1.  HC 's-Hertogenbosch 

2.  Atasport 

3.  Bowdon Hightown 

4.  Rüsselsheimer RK 

5.  Club de Campo 

5.  Bonagrass Grove 

7.  Volga Telecom 

7.  Kolos Borispol

## Kampioen
| Europacup I 2005              |
| ----------------------------- |
| HC 's-Hertogenbosch 6de titel |